# Trachyoribates ovulum
Trachyoribates ovulum är en kvalsterart som beskrevs av Berlese 1908. Trachyoribates ovulum ingår i släktet Trachyoribates och familjen Haplozetidae.

## Underarter
Arten delas in i följande underarter:
- T. o. ovulum
- T. o. appalachicola
- T. o. poensis